# Guus Rijnders
Guus Rijnders (Lichtenvoorde, Oost Gelre, Guéldria, Gelderland, 13 de fevereiro de 1964) é um físico neerlandês.
Rijnders estudou na Höhere Technische Schule (HTS) Enschede com um mestrado (Doctoraal-Examen) em 1986, foi depois do serviço militar a partir de 1988 ngenheiro pesquisador na Universidade de Twente, onde obteve em 2001 um doutorado, orientado por Horst Rogalla, com a tese The initial growth of complex oxides: study and manipulation). Foi depois professor assistente na Universidade de Twente, sendo professor pleno a partir de 2010.
Recebeu o  Prêmio Julius Springer de Física Aplicada de 2018.